# Harzanaq (ort, lat 38,24, long 46,18)
Harzanaq (persiska: ارزنگ, هرزنق) är en ort i Iran.   Den ligger i provinsen Östazarbaijan, i den nordvästra delen av landet, 500 km nordväst om huvudstaden Teheran. Harzanaq ligger 1 432 meter över havet och antalet invånare är 111.
Terrängen runt Harzanaq är kuperad åt nordost, men åt sydväst är den platt.Runt Harzanaq är det tätbefolkat, med 459 invånare per kvadratkilometer. Närmaste större samhälle är Soofian, 18,1 km väster om Harzanaq. Trakten runt Harzanaq består i huvudsak av gräsmarker.